# Ausztrália és Óceánia legforgalmasabb repülőterei utasforgalom alapján
Ez a lista Ausztrália és Óceánia legforgalmasabb repülőtereit tartalmazza, az éves összes utasszám alapján rangsorolva és lebontva, amely tartalmazza az érkező, induló és tranzit utasokat.

## 2017
A Nemzetközi Repülőterek Tanácsa egész éves adatai a következők. Megjegyzés: minden statisztika a 2017-es évből származik, hacsak a megjegyzések részben másként nem szerepel.
| Helyezés | Repülőtér                             | Kiszolgált város | Ország            | IATA/ICAO kód | Teljes utasszám | Megjegyzés         |
| -------- | ------------------------------------- | ---------------- | ----------------- | ------------- | --------------- | ------------------ |
| 1        | Sydney-i repülőtér                    | Sydney           | Ausztrália        | SYD/YSSY      | 41 870 000      |                    |
| 2        | Melbourne-i repülőtér                 | Melbourne        | Ausztrália        | MEL/YMML      | 36 706 000      | 2016-os korai adat |
| 3        | Brisbane-i repülőtér                  | Brisbane         | Ausztrália        | BNE/YBBN      | 23 205 702      |                    |
| 4        | Aucklandi repülőtér                   | Auckland         | Új-Zéland         | AKL/NZAA      | 21 111 613      | 2019-es adat       |
| 5        | Daniel K. Inouye nemzetközi repülőtér | Honolulu         | USA               | HNL/PHNL      | 19 950 707      | 2016-os adat       |
| 6        | Perthi repülőtér                      | Perth            | Ausztrália        | PER/YPPH      | 13 690 610      |                    |
| 7        | Adelaide-i repülőtér                  | Adelaide         | Ausztrália        | ADL/YPAD      | 8 090 000       |                    |
| 8        | Christchurch-i repülőtér              | Christchurch     | Új-Zéland         | CHC/NZCH      | 6 566 598       |                    |
| 9        | Gold Coast-i repülőtér                | Gold Coast       | Ausztrália        | OOL/YBCG      | 6 457 086       |                    |
| 10       | Kahului repülőtér                     | Kahului          | USA               | OGG/PHOG      | 6 444 000       |                    |
| 11       | Wellingtoni repülőtér                 | Wellington       | Új-Zéland         | WLG/NZWN      | 6 049 194       |                    |
| 12       | Cairnsi repülőtér                     | Cairns           | Ausztrália        | CNS/YBCS      | 4 898 189       |                    |
| 13       | Kona nemzetközi repülőtér             | Kona             | USA               | KOA/PHKO      | 3 283 000       |                    |
| 14       | Canberrai repülőtér                   | Canberra         | Ausztrália        | CBR/YSCB      | 2 995 470       |                    |
| 15       | Lihuei repülőtér                      | Lihue            | USA               | LIH/PHLI      | 2 899 000       |                    |
| 16       | Hobarti repülőtér                     | Hobart           | Ausztrália        | HBA/YMHB      | 2 440 792       |                    |
| 17       | Nadii nemzetközi repülőtér            | Nadi             | Fidzsi-szigetek   | NAN/NFFN      | 2 291 635       | 2017-es adat       |
| 18       | Queenstowni repülőtér                 | Queenstown       | Új-Zéland         | ZQN/NZQN      | 2 140 669       | 2018 júniusi adat  |
| 19       | Darwini repülőtér                     | Darwin           | Ausztrália        | DRW/YPDN      | 2 057 307       | 2015-ös adat       |
| 20       | Townsville-i repülőtér                | Townsville       | Ausztrália        | TSV/YBTL      | 1 497 946       | 2015-ös adat       |
| 21       | Jacksons nemzetközi repülőtér         | Port Moresby     | Pápua Új-Guinea   | POM/AYPY      | 1 400 000       | 2015-ös adat       |
| 22       | Hilói nemzetközi repülőtér            | Hilo             | USA               | ITO/PHTO      | 1 306 000       |                    |
| 23       | Launcestoni repülőtér                 | Launceston       | Ausztrália        | LST/YMLT      | 1 272 198       | 2015-ös adat       |
| 24       | Newcastle-i repülőtér                 | Newcastle        | Ausztrália        | NTL/YWLM      | 1 257 210       |                    |
| 25       | Fa'a'ā nemzetközi repülőtér           | Papeete          | Francia Polinézia | PPT/NTAA      | 1 195 105       | 2015-ös adat       |
| 26       | Nelsoni repülőtér                     | Nelson           | Új-Zéland         | NSN/NZNS      | 1 000 373       |                    |
| 27       | La Tontouta nemzetközi repülőtér      | Nouméa           | Új-Kaledónia      | NOU/NWWW      | 538 791         |                    |
| 28       | Nouméa Magenta repülőtér              | Nouméa           | Új-Kaledónia      | GEA/NWWM      | 454 540         |                    |